# Винска
Винска (серб. Винска / Vinska) — село в общине Брод Республики Сербской Боснии и Герцеговины. Население составляет 305 человек по переписи 2013 года.